# جوردن بارسونز
جوردن بارسونز (بالإنجليزية: Jordan Parsons)‏ هو فنان قتال مختلط أمريكي، ولد في 26 أغسطس 1990 في فارغو في الولايات المتحدة، وتوفي في 4 مايو 2016 في دلراي بيتش في الولايات المتحدة.

## وصلات خارجية
- جوردن بارسونز على موقع بيلاتور (الإنجليزية)
- جوردن بارسونز على موقع شيردوغ (الإنجليزية)
- جوردن بارسونز على موقع IMDb (الإنجليزية)